# Panicum gardneri
Panicum gardneri là một loài thực vật có hoa trong họ Hòa thảo. Loài này được Thwaites mô tả khoa học đầu tiên năm 1864.